# Santa Clarita
Santa Clarita este al patrulea oraș ca mărime în comitatul Los Angeles, din statul California, SUA. Orașul se află amplasat la altitudinea de 368 m deasupra n.m. la 55 km nord de Los Angeles, el se întinde pe o suprafață de 123,9 km² din care 123,8 km² este uscat și avea în anul 2007, 177.158 loc. Cea mai mare parte a orașului se află în Valea Santa Clarita la marginea parcului de agrement "Six Flags Magic Mountain". În anul 1987 orașele: Valencia, Newhall, Saugus, Canyon Country și Castaic au fost integrate orașului Santa Clarita.
În oraș a fost turnat între anii (2004–2007) filmul serial "Neds ultimativer Schulwahnsinn"

## Orașe înfrățite
- Tena, Ecuador

## Personalități marcante
- Marilyn Chambers, actriță porno